# Боснич, Брайс
Брайс Боснич, (Brice Bosnich, 3 июня 1936, г. Талли, Австралия — 13 апреля 2015, Канберра) — австралийский химик-неорганик. Внёс большой вклад в неорганическую и металлоорганическую химию . Получил признание за создание сложных лигандов, используемых в гомогенном катализе. Его исследования лигандов внесли огромный вклад в понимание механизмов хирального распознавания и асимметричного катализа. Исследовательские интересы так же включали аллильное алкилирование, катализируемые металлами перегруппировки Клайзена, гидроацилирование и гидросилирование и кооперативные явления в биядерных комплексах металлов.

## Ранние годы
Брайс Боснич родился 3 июня в 1936 году в семье хорватов, Фрэнка и Зорки, в городе Талли в Квинсленде.
Отец Брайса был родом из Кортуллы. Фрэнк и его брат Захари вместе сражались в Первой мировой войне, после чего из-за разорения страны они решили искать более безопасное место жительства за границей. В 1928 году они прибыли в Сидней. Это было время Великой депрессии, и, не сумев найти работу, Фрэнк отправился на поля сахарного тростника в северном Квинсленде и поселился в Талли, где женился на Зорке. Зорка умерла, когда Брайсу было всего три года. Фрэнк был вынужден поселить Брайса со старшей сестрой Зорки в Моссмане. 
Отец Брайса хотел, чтобы его сын получил хорошее образование и отправил его в колледж Святого Григория в Кэмпбелтауне.
Брайс хорошо учился. После окончания школы поступил в Сиднейский университет с целью стать школьным учителем, но через два года выбрал химическое направление, получив диплом в 1958 году.

## Научная работа
Боснич защитил докторскую диссертацию в Австралийском национальном университете в 1962 году под руководством Фрэнка Дуайера из Школы медицинских исследований Джона Кертина в области координационной химии. В своей работе он имел дело с соединениями, содержащими ион металла, окруженный лигандами, такими как вода, аммиак и галогенид-ионы. 
Первые две публикации Боснича по его докторской работе были опубликованы в журнале Nature. В первой статье рассматривалась скорость обмена оптически активной 1,2-пропилендиаминтетрауксусной кислоты с различными комплексами металлов декстро-энантиомера, измеренная поляриметрическим методом.
Вторая статья касается кинетики вытеснения пиридина из катиона цис-[Ru (1,10-phen) 2 (py) 2]2+ в сухом ацетоне или 1,2-дихлорбензоле серией анионов.
После завершения своей докторской работы Боснич перешел в Университетский колледж Лондона. Сначала в качестве научного сотрудника Департамента научных и промышленных исследований (1962—1963), затем в качестве научного сотрудника (1963—1966) и, наконец, в качестве лектора. Его основная цель состояла в том, чтобы работать с сэром Кристофером Инголдом.

### Исследования Боснича в Университете Торонто (1968—1987)
В 1968 году Боснич перешел в лабораторию Лэша Миллера в Университете Торонто, взяв с собой из UCL Брюса Уайлда и еще одного австралийца, Джека Харроуфилда. Позже к его группе в Торонто присоединился Грег Джексон. Боснич реализовал там большую часть своих самых известных исследований, особенно по асимметричному гомогенному катализу. 
Вместе с Джеком Харроуфилдом он опубликовал серию исследований геометрических, оптических и конформационных изомеров, образованных кобальтом (III) с различными линейными квадридентатными аминами.
Вместе с Грегом Джексоном и Брюсом Вайлдом Брайс Боснич изучал химию комплексов кобальта (III) хелатирующих ди-третичных арсинов, особенно диссимметричных арсинов, отчасти для расширения его исследований асимметричного катализа, отчасти для сравнения электронного поглощения и спектров кругового дихроизма комплексов кобальта (III), которые содержат ковалентно связывающие донорные центры, такие как мышьяк, с центрами более традиционных, «более твердых» аминов и O-доноров.
Он разработал рациональный подход к хиральным дифосфиновым лигандам, главным из которых является хирафос. В отличие от предыдущих хиральных лигандов, хиральность хирафоса проистекает из основы хелата. Эта концепция лежит в основе многих C2-симметричных лигандов, впоследствии разработанных при асимметричном гидрировании.  Другие области исследований включали катализ гидроацилирования и разработку лигандов, которые имитируют спектроскопические свойства медьсодержащих белков. 
В сотрудничестве с Халпеном Боснич, основываясь на спектрах кругового дихроизма, предложил механизм асимметричного гидрирования.
Вместе с Памелой Оберн, Джоном Уиланом и Питером Маккензи Боснич занимался изучением гомогенно катализируемой энантиоселективной реакции образования углерод-углеродных связей. Выбранная система представляла собой катализируемое палладием аллилирование.
Позже Боснич, Мартин Московиц и их сотрудники сообщили о круговом дихроизме ряда оптически активных сульфоксидов и терпенов, используя в последнем случае специально разработанный многоканальный спектрометр.

### Исследования Боснича в Университете Чикаго (1987—2000)
Боснич взял с собой Джона Уилана и Пак-Хинга Леунга в качестве докторантов из Торонто и Стива Бергенса в качестве аспиранта, чтобы расширить свои исследования гомогенного катализа и асимметрического синтеза.
Работа, проведенная в Торонто по катализируемому Rh гидроацилированию 4-пентеналей до циклопентанонов, была расширена в Чикаго на 2-замещенные-4-пентенали с образованием хиральных 3-замещенных циклопентанонов.
Брайс занялся проблемой разработки силового поля молекулярной механики для металлоценов. Химики-органики обычно использовали молекулярную механику для понимания деформации и стерических препятствий, неорганики применили её к структурам классических координационных соединений, особенно комплексов кобальта (III). Вместе с Кларком Лэндисом Боснич разработал представления о самосогласованном силовом поле молекулярной механики, полученное из колебательных спектров, для ряда линейных металлоценов.
В серии статей, посвященных реакционной способности биметаллических комплексов, Боснич предполагал смоделировать химию респираторного белка ди-железа, гемеритрина.
С 1992 года Боснич вложил много усилий и изобретательности в разработку и синтез бинуклеарных макроциклических лигандов, комплексы которых, как предполагалось, будут моделировать такую реакцию: два атома железа гемеритрина являются двухвалентными, один из которых шестикоординированный, другой пятикоординированный, и соединены мостиком гидроксида и двумя карбоксилатными группами, кислород присоединяется к пятикоординированному атому железа и последовательно восстанавливается каждым из центров Fe2+ до гидропероксидного лиганда, при этом протон связывается водородом с вновь образованным оксомостиком. Однако слишком часто окисление одного атома металла дезактивировало другой, приводя к дальнейшему окислению, по-видимому, как следствие механической связи между двумя центрами, передаваемой макроциклом. Некоторый успех был достигнут с макроциклом дикобальта (II), содержащим мостиковую оксадиазольную группу.
Признавая смещение акцентов в химии, связанной с материаловедением и биологией, в сторону супрамолекулярных структур и молекулярного распознавания, Боснич начал программу исследований в этой области в течение последних 7-8 лет своего пребывания в Чикаго. Его группа разработала и синтезировала дикатионный рецептор в виде солей PF6, в которых два тридентатных лиганда и их комплексы с плоско-координированным Pd (II) или Pt (II) являются кофасциальными с разделением около 7 Å. Образующийся зазор может обратимо вмещать плоские ароматические молекулы, такие как 9-метилантрацен, и плоские комплексы металлов. Свойства этих аддуктов «хозяин-гость» описаны в некоторых более поздних работах Боснича.

## Личная жизнь
Боснич старался отделить свою личную жизнь от карьеры в химии. Немногие академические коллеги знали о его биографии и воспитании, а двоюродный брат Джордж говорит, что он мало знал об академических достижениях Боса.
В 2006 году, в возрасте 70 лет, Боснич ушел из Чикагского университета и вернулся в 2008 году в город Канберра, где продолжил работу в качестве научного сотрудника в Исследовательской школе химии. 
Его сопровождала его американская жена Джейн. Переезд в город Канберра был связан не только с выбором более комфортного климата, но и с возможностью быть ближе к давним друзьям, включая бывшего рентгеноструктурщика Глена Робертсона, а также Малкольма Герлоха и его жены Гвинет. 
Боснич также поддерживал тесные связи в Канберре со своими прежними докторантами Брюсом Уайлдом и Грегом Джексоном.
Брайс и Джейн купили дом в Канберре. В Канберре здоровье Джейн постепенно ухудшалось, и в ноябре 2014 года она скончалась от редкой болезни Крейтцфельдта — Якоба. Здоровье Боснича после ее кончины резко ухудшилось, и примерно шесть месяцев спустя в 2015 году он скончался от рака легких.

## Основные награды
- 1978 г. Премия Noranda Lecture Award, Канадский институт химии
- 1979—1981 Killam Fellow
- 1994 г. Медаль за металлоорганическую химию, Королевское химическое общество
- 1994 г. Стипендиат Японского общества содействия развитию науки
- 1996 г. Медаль Нихольма, Королевское химическое общество
- 1998 г. Премия Американского химического общества в области неорганической химии
- 2000 г. Избранный член Королевского общества
- 2001 г. Премия Александра фон Гумбольдта
- 2004 г. Лекция в память о Фрэнсисе Лайонсе, Сиднейский университет